# Ernestus Hettenbach

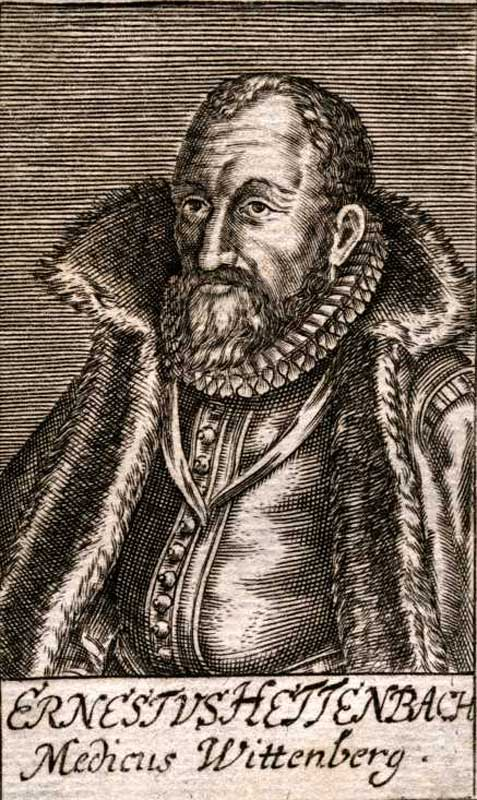
Ernestus Hettenbach

Ernestus Hettenbach (auch Ernst Hettenbach; * 2. Februar 1552 in Mergentheim; † 2. Oktober 1616 in Wittenberg) war ein deutscher Physiker und Mediziner.

## Leben
Ernestus wurde im fränkischen Mergentheim als Sohn des gräflichen hohenlohischen Sekretärs Balthasar Hettenbach und seiner Frau Anna geb. Plöchinger († 23. März 1580 in Wittenberg) geboren. Kaum drei Jahre alt, verlor er frühzeitig seinen Vater. Daraufhin begab sich seine Mutter mit der Familie nach Wittenberg, wo sie eine Stellung als Schulmeisterin an der Jungfrauenschule gefunden hatte. Sie hielt den jungen Ernestus an, auf der Wittenberger Stadtschule fleißig seine Übungen abzuhalten. So konnte sich Ernestus gemeinsam mit seinen Brüdern Georg und Michael am 2. Oktober 1562 an der Universität Wittenberg immatrikulieren. Da die Mutter nur 20 Gulden (je 21 Groschen), ein silbernes Schock (= 60 Groschen), 2 Groschen Quartalgeld von jeder Schülerin, 12 Scheffel Korn, 15 ß Kloben und 15 ß Reißbund sowie freie Behausung an jährlichen Einkünften hatte, wurde es ihr gestattet, ihre drei Söhne Georg, Michael und Ernestus statt für normale vier Groschen Einschreibungsgebühr pro Person für nur einen Groschen für alle drei Kinder zu immatrikulieren.
Ernestus, der von Andreas Schato gefördert wurde, erwarb an der philosophischen Fakultät am 28. August 1576 den akademischen Grad eines Magisters und fand im selben Jahr zunächst eine Anstellung als Konrektor an der Wittenberg Stadtschule. Daneben bekleidete er aber auch das Amt eines Adjunkten der Artistenfakultät und 1584 übernahm er das Dekanat. Nachdem er 1585 als Schuldiener tätig gewesen war, erhielt er 1586 ein Stipendium an der medizinischen Fakultät der Universität und graduierte am 26. März 1591 zum Lizentiaten. Am 20. April 1591 wurde er von Salomon Alberti über das Thema Skorbut zum Doktor der Medizin promoviert. 1591 wurde er als kursächsischer Leibarzt berufen.
Nachdem sein Förderer Schato 1592 an die medizinische Fakultät gewechselt war, übertrug man Hettenbach dessen Professur der Physik, die er aber nur kurz bekleidete. Als sein Doktorvater Salomon Alberti 1593 an den kurfürstlichen Hof als Leibarzt ging, rückte Hettenbach auf die dritte medizinische Professur an der medizinischen Fakultät auf. Nach dem Tod von Franziskus Faber besetzte er die zweite medizinische Professur und rückte nach dem Tod seines Förders Schato auf dessen erste Professur und war damit der Senior der Fakultät. Ungewöhnlicherweise wurde er dort fünf Mal zum Rektor gewählt.
Während seiner medizinischen Universitätstätigkeit nahm er am 21. April 1610 am ersten wissenschaftlich dokumentierten Kaiserschnitt in der Medizingeschichte teil. Diesen führte der Chirurg Jeremias Trautmann unter Assistenz eines zweiten Wundarztes Christoph Seesth an einer Frau, bei der bereits die Wehen eingesetzt hatten, durch. Unter den Augen Daniel Sennerts, der diesen Vorgang dokumentierte, Tobias Tandlers, Hettenbachs, des Archidiakons der Wittenberger Stadtkirche Magister Heinrich Silbermann, zweier Hebammen und anderer ehrbarer Frauen wurde diese Operation früh um acht Uhr durchgeführt. Nachdem der Kaiserschnitt erfolgt war, übernahmen Hettenbach und Sennert die Patenschaft über das Kind.
Hettenbach verfasste des Weiteren Werke über Katarrh, über Schmerzen bei der Gicht und auch über mangelnde Behandlungserscheinungen der Syphilis.
Hettenbach beteiligte sich auch an den organisatorischen Aufgaben der Universität. Nachdem er mehrfach Dekan der medizinischen und philosophischen Fakultät gewesen war, übernahm er im Wintersemester 1595 und 1609 das Rektorat der Hochschule sowie das gleichbedeutende Pro-Rektorat im Wintersemester 1601, 1603 und 1615.
Im September 1616 schied er aus gesundheitlichen Gründen aus dem Universitätsdienst und verstarb am 2. Oktober 1616. Besonders lobten seine Zeitgenossen seine Unverdrossenheit zur Arbeit und seine Liebe zu Frieden und Verträglichkeit. Am 6. Oktober wurde er in der Wittenberger Schlosskirche beigesetzt, wobei ihm Friedrich Balduin die Leichenpredigt hielt, die auch im Druck erschien. Ihm zu Ehren errichtete man ein Epitaph, das sich in stark verwitterten Zustand an der Außenseite der Schlosskirche befindet. Der Text auf dem Epitaph lautet:
Darunter befinden sich die Wappen von Ernst Hettenbach und seiner Frau.

## Familie
Der Vater war Balthasar Hettenbach, geboren vermutlich um 1508 in Sulzfeld, gest. 1555, gräflich hohenlohischer Sekretär; die Mutter war Anna Hettenbach (geb. Plöchinger), verm. in Wittenberg. Mütterlicherseits war er mit dem Astronom Peter Apian verwandt.
Aus der am 24. November 1578 geschlossenen Ehe mit der Schulmeisterin der Jungfrauenschule in Wittenberg Maria (* 20. Januar 1555 in Wurzen; † 17. Februar 1634 in Wittenberg), Tochter des Stiftsmeißnerischen Amtsschössers Matern Bennewitz (auch Apianus) aus Wurzen und seiner Frau Maria von Gewisch aus Wurzen. Mit Maria führte er eine fünfzigjährige Ehe und hatte zwölf Kinder, von denen jedoch die Hälfte bereits im Jugendalter verstarb. In der Leichpredigt hieß es: „… und durch Gottes Segen 12 Kinder gezeuget, neun Söhne und drey Töchter, unter denen noch 4 Söhne und 2 Töchter am Leben sind …“
Bekannt sind (nach Taufdaten):
1. Johann Ernst, (* 20. November 1579 in Wittenberg;)
2. Maria (* 10. Dezember 1580 in Wittenberg; † 17. Januar 1581 in Wittenberg)
3. Balthasar (* 5. Juni 1582 in Wittenberg, UWB Lizentiat der Medizin am 25. Februar 1614, 19. Juli 1614 Dr. med.) ging als Stadtarzt nach Pirna.
4. Kaspar (* 17. November 1584 in Wittenberg)
5. Johann (* 23. Oktober 1585 in Wittenberg, immat. WB 18. Oktober 1595) Jurist und Bürgermeister in Lucka
6. Anna (* 1. November 1588 in Wittenberg) Ehe mit Nikolaus Hunnius 1612
7. Ernst (* 3. März, ~ 4. März 1590 in Wittenberg, † 8. Mai, begr. 11. Mai 1624 in Stettin) immat. UWB 18. Oktober 1595, 4. November 1612 Adjunkt der phil. Fakultät ebd., 1614 Mag. phil. ebd.,15. April 1617 ord., 1617 Pastor St. Nicolai Stettin, verh. 1617 Barbara Sachtleben, To. d. Stettiner Bürgermeisters Balthasar, Witwe des Pfr. St. Nicolai Stettin Friedrich Faber (* ± 1586; † 1. August 1616 in Settin)
8. Georg (* 1593, immat. UWB 18. Oktober 1595 in Wittenberg; 4. März 1572 Magister phil., † 17. Juni 1634 in Wittenberg) Advokat des sächsischen Hofgerichts in Wittenberg.  Er heiratete 1625 Marie Krüger, die Tochter des Arztes Bartholomäus Krüger. Seine Tochter Anna Maria  (* 5. Juni 1625 in Wittenberg; † 7. Juni 1691) heiratete Caspar Leyser. Aus dieser Ehe ging Sabina Dorothea Leyser hervor, die Franz Heinrich Höltich heiratete, und nach dessen Tod Christian Donati.
9. Christoph (* 5. Dezember 1593 in Wittenberg, immat. UWB 18. Oktober 1595)
10. Sabina (* 3. September 1595 in Wittenberg; † 7. Dezember 1642 in Danzig) verheiratet 11. Mai 1618 im Wittenberger Augustinerkloster mit Wolfgang Franz, zweite Ehe im Februar 1631 mit Dr. Theol. Johann Botsack (* 11. Juni 1600 Herford; † 16. September 1674 in Danzig), Rektor des Gymnasiums in Danzig, Pastor zu St. Elisabeth
11. Caspar Magnus (* 20. Februar 1598 in Wittenberg, immat. UWB 17. Oktober 1601 † 10. Januar 1616)

## Werke
- De Schorbuto. Wittenberg 1591. (Digitalisat) (Hettenbach als Respondent)
- Disputatio Medica, De Critica Morborvm Solvtione Eivsdemqve Praecognitione & praedictione. Gronenberg, Wittenberg 1598. (Digitalisat)
- Theses Medicae. De Locorum affectorum, secundum Galenum, notitia. Crato, Wittenberg 1617. (Digitalisat)
- Theses Medicae De Paralysi. Richter, Wittenberg 1615. (Digitalisat)
- Theses Medicae De Cordis Ventriculi Mordente Dolore, Et Colica Passione. Meisner, Wittenberg 1610. (Digitalisat)
- Disputatio De Aphorismo 22. Sectionis 1. Hippocratis occasionem tempus utilis purgationis et docente. Henckel, Wittenberg 1609. (Digitalisat)
- Rector Academiae Witebergensis, Ernestus Hettenbachius, Medicinae D. Et Professor Publicus. S. D. Wittenberg 1609.
- De podagra et quae huic affinis est cheiragra. (Resp. Jonas Pesserl, Paulus Reinhold et Conradus Schattenberg) Schmidt, Wittenberg 1605. (Digitalisat)
- De Catarrho, De Sanguinis Per Tussim reiectione, De Asthmate, De Dysenteria. Gronenberg, Wittenberg 1601. (Digitalisat)
- Disputatio Medica De Ephialte Seu Incubo. Richter, Wittenberg 1614. (Digitalisat)